# Đối lưu

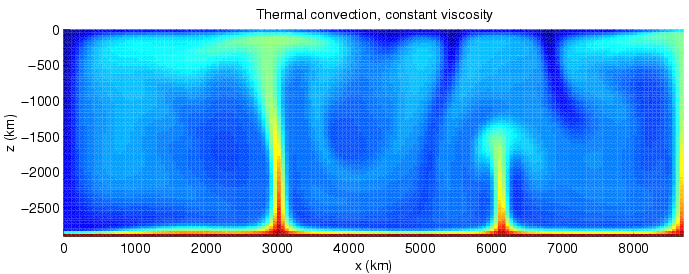
Tranh vẽ phía trên đã hiển thị sự tính toán đối lưu nhiệt của địa mạn của vỏ Trái Đất. Màu sắc kề cận màu đỏ là khu vực nóng, màu sắc kề cận màu xanh lam là ở khu vực ấm và lạnh.

Đối lưu (tiếng Anh: convection) chính là chỉ lưu động tương đối của nội bộ chất lưu bởi vì nhiệt độ của các bộ phận không giống nhau cho nên hình thành, tức là chất lưu (chất khí hoặc chất lỏng) thực hiện quá trình chuyển giao nhiệt lượng thông qua tính lưu động vĩ mô của tự thân các bộ phận. Trong chất lỏng hoặc chất khí, bộ phận khá nóng lên cao, bộ phận khá lạnh xuống thấp, lưu động tuần hoàn, pha trộn lẫn nhau, cuối cùng khiến cho nhiệt độ thuận theo đồng đều. Do độ dẫn nhiệt của chất lưu rất nhỏ, thông qua truyền dẫn nhiệt nhiệt lượng chuyển giao rất nhỏ nên đối lưu là phương thức truyền nhiệt chủ yếu của chất lưu.
Đối lưu được chia ra làm hai loại đối lưu tự nhiên và đối lưu cưỡng bách. Đối lưu tự nhiên thường thường phát sinh tự nhiên, là đối lưu bởi vì chênh lệch nồng độ hoặc chênh lệch nhiệt độ gây ra biến hoá mật độ mà sản sinh. Građien nhiệt độ của bên trong chất lưu sẽ đưa đến građien mật độ biến hoá. Nếu chất lưu mật độ thấp ở phần dưới, chất lưu mật độ cao ở phần trên, thì dưới tác dụng trọng lực sẽ hình thành đối lưu tự nhiên. Đối lưu cưỡng bách là đối lưu bởi vì sự thúc đẩy của ngoại lực mà sản sinh. Vận tốc lưu động của chất lỏng hoặc chất khí càng thêm lớn, có thể truyền nhiệt đối lưu càng thêm mau.

## Định nghĩa

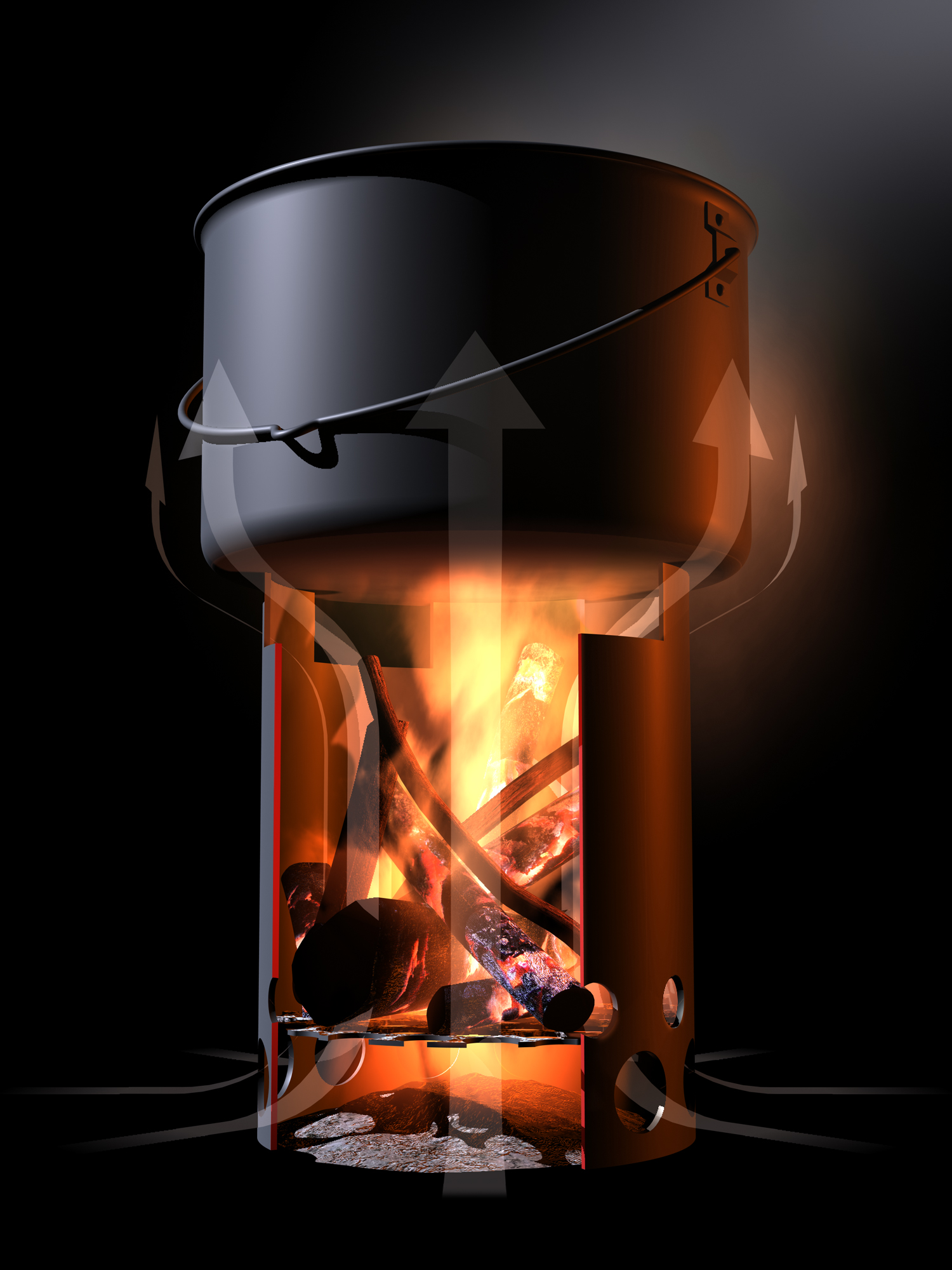
Một sơ đồ biểu thị đối lưu nhiệt của lò lửa.

Đối lưu là lưu động của các bộ phận bên trong tướng lỏng hoặc tướng khí. Đối lưu mà do chênh lệch nồng độ hoặc chênh lệch nhiệt độ đưa đến biến hoá mật độ nên sản sinh gọi là đối lưu tự nhiên; đối lưu mà bởi vì sự thúc đẩy của ngoại lực (giống như quấy trộn) cho nên sản sinh gọi là đối lưu cưỡng bách. Đối với điện giải dịch mà nói, chất hoà lẫn sẽ di động thuận theo tướng lỏng, là một thứ loại hình của quá trình chuyển giao vật chất trong hoá học điện.
Chất lưu (chất khí hoặc chất lỏng) thực hiện quá trình chuyển giao nhiệt lượng thông qua tính lưu động vĩ mô của tự thân các bộ phận. Do độ dẫn nhiệt của chất lưu rất nhỏ, thông qua truyền dẫn nhiệt nhiệt lượng chuyển giao rất nhỏ nên đối lưu là phương thức truyền nhiệt chủ yếu của chất lưu. Đối lưu được chia ra làm hai loại đối lưu tự nhiên và đối lưu cưỡng bách. Građien nhiệt độ của bên trong chất lưu sẽ đưa đến građien mật độ biến hoá, nếu chất lưu mật độ thấp ở phần dưới, chất lưu mật độ cao ở phần trên, thì dưới tác dụng trọng lực sẽ hình thành đối lưu tự nhiên. Đối lưu cưỡng bách là đối lưu bởi vì sự thúc đẩy của ngoại lực mà sản sinh. Vận tốc lưu động của chất lỏng hoặc chất khí càng thêm lớn, có thể truyền nhiệt đối lưu càng thêm mau. Sưởi ấm bên trong gian phòng vào mùa đông chính là đối lưu tự nhiên cậy nhờ vào không khí bên trong gian phòng để truyền nhiệt, trong khí quyển và biển - đại dương cũng tồn tại đối lưu tự nhiên. Dựa vào tác dụng đến từ bên ngoài khiến cho chất lưu lưu động tuần hoàn, từ đó truyền nhiệt chính là đối lưu cưỡng bách.

## Ứng dụng đối lưu

### Đối lưu khí quyển

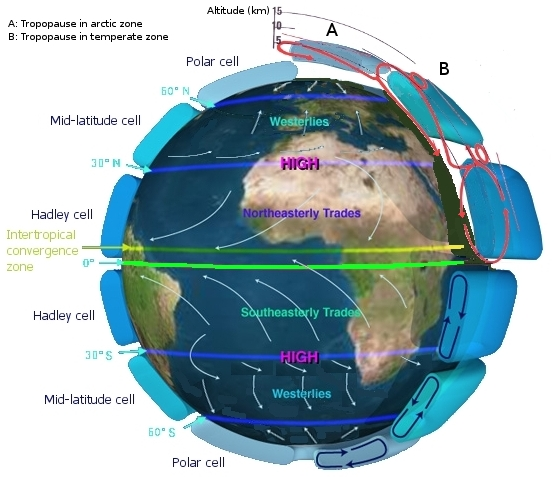
Mô tả lí tưởng về hoàn lưu toàn cầu ở Trái Đất.

Đối lưu khí quyển là chuyển động lên cao thẳng đứng của một tổ chức không khí trong khí quyển dưới tác dụng nhiệt lực hoặc động lực. Thông qua đối lưu khí quyển, một mặt có thể sản sinh sự trao đổi lẫn nhau của nhiệt lượng, động lượng và hơi nước ở giữa tầng thấp và tầng cao của khí quyển, một mặt khác việc ngưng tụ hơi nước do đối lưu gây ra có khả năng sản sinh giáng thủy. Đối lưu khí quyển dưới tác dụng nhiệt lực chủ yếu là chỉ chuyển động lên cao mà ở trong khí quyển các tầng gắn kết không ổn định, mât độ của một tổ chức không khí ít hơn mật độ của không khí vùng chung quanh, do đó lực nổi cái mà nó nhận lấy lớn hơn trọng lực, dưới tác dụng lực nổi Ác-si-mét thì hình thành nên. Giáng thủy thường hay thấy đến vào mùa hạ có phạm vi nhỏ, thời gian ngắn, tính đột xuất và do mây vũ tích hình thành, phổ thông là cái mà đối lưu khí quyển dưới tác dụng nhiệt lực gây ra. Đối lưu khí quyển dưới tác dụng động lực chủ yếu là chỉ chuyển động lên cao mà do dưới điều kiện tụ họp nằm ngang của luồng hơi hoặc tồn tại địa hình hình thành. Giáng thủy phạm vi lớn trong khí quyển thường là do mặt frông và theo cùng tác dụng nâng lên của tụ họp nằm ngang luồng hơi hình thành, giáng thủy mà ở khu vực cố định sát gần mạch núi thường là do sự nâng lên cưỡng bách của địa hình gây ra. Đối lưu khí quyển mà do một ít địa hình đặc thù (giống như địa hình hình dạng miệng loa) hình thành đã có tác dụng nâng lên địa hình, còn có tác dụng của địa hình khiến cho luồng hơi tụ họp nằm ngang so với mặt nước.
Một mặt tác dụng nhiệt lực và động lực có thể hình thành đối lưu khí quyển, một mặt khác đối lưu khí quyển lại có thể ảnh hưởng kết cấu nhiệt lực và động lực của khí quyển, đây chính là tác dụng phản hồi của đối lưu khí quyển. Vùng đất nhiệt đới nơi khí quyển cư trú, loại tác dụng phản hồi này càng thêm trọng yếu, sự ngưng tụ và tăng thêm nhiệt của hơi nước mà do đối lưu khí quyển hình thành thường là nguồn năng lượng trọng yếu của chuyển động khí quyển phạm vi lớn ở vùng đất đó.

### Tầng khí đối lưu

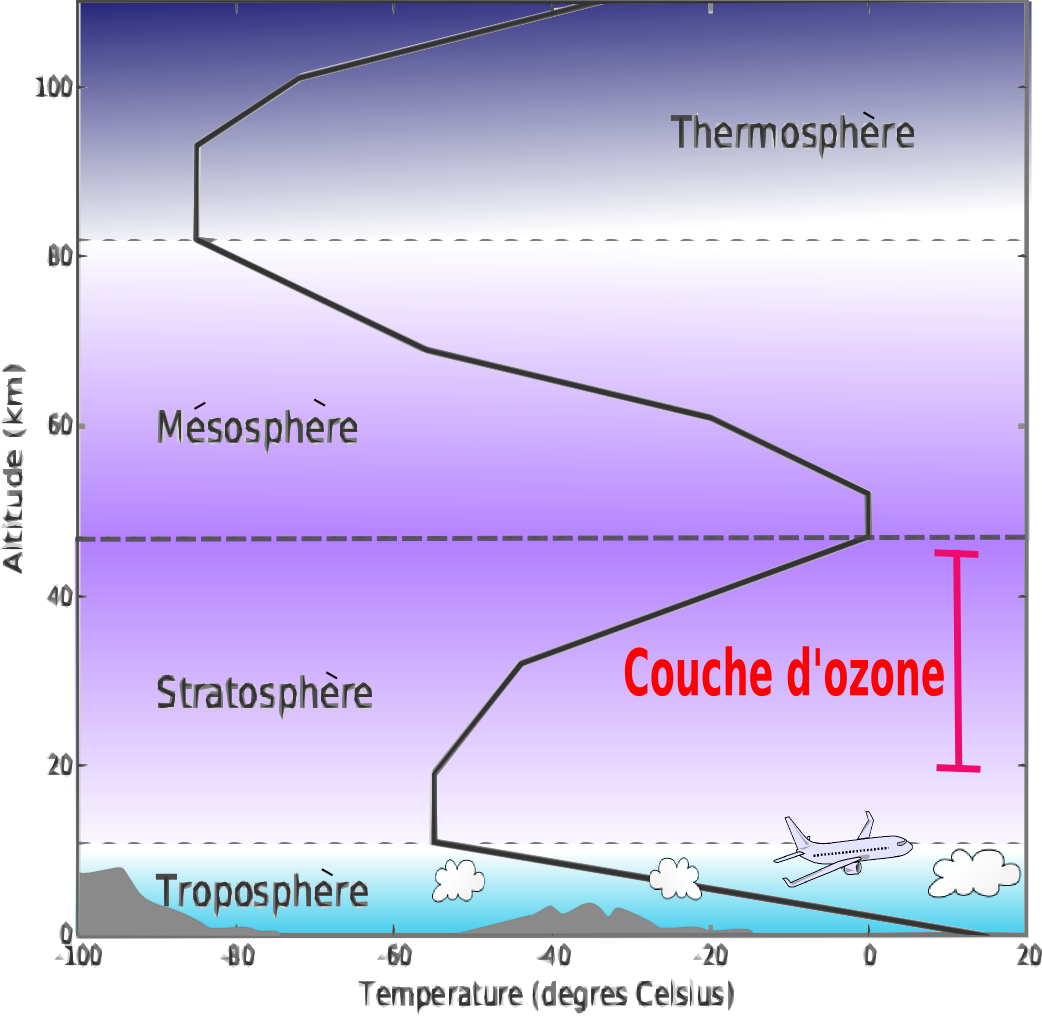
Phân tầng của tầng khí quyển Trái Đất.

Tầng khí đối lưu ở vào tầng thấp nhất của khí quyển, đã tập trung khoảng chừng 75% của khối lượng khí quyển và 90% trở lên của khối lượng hơi nước. Ranh giới phần dưới của nó nối liền nhau với mặt đất, chiều cao ranh giới phần trên thuận theo vĩ độ địa lí và mùa tiết mà biến hoá. Chiều cao trung bình ở vùng đất vĩ độ thấp là 17 đến 18 kilômét, chiều cao trung bình ở vùng đất vĩ độ vừa là 10 đến 12 kilômét, chiều cao trung bình ở địa cực là 8 đến 9 kilômét. Mùa hạ cao hơn mùa đông.
Trong tầng đối lưu, nhiệt độ không khí thuận theo sự lên cao của chiều cao mà thấp xuống, trung bình mỗi lần lên cao 100 mét, nhiệt độ không khí thấp xuống khoảng chừng 0,65 °C. Bởi vì bị ảnh hưởng của mặt ngoài Trái Đất khá lớn cho nên sự phân bố nằm ngang của yếu tố khí tượng (nhiệt độ không khí, độ ẩm, v.v) không đồng đều. Chuyển động thẳng đứng của không khí có quy tắc và hỗn hợp hỗn loạn vô quy tắc đều mãnh liệt tương đương. Hơi nước, bụi bặm và nhiệt lượng của tầng trên và dưới phát sinh hỗn hợp trao đổi lẫn nhau. Bởi vì 90% trở lên của hơi nước tập trung ở trong tầng đối lưu, cho nên rất nhiều các hiện tượng thời tiết như mây, sương mù, mưa, tuyết đều phát sinh ở trong tầng đối lưu.
Trong tầng đối lưu, một tầng từ mặt đất đến 1 - 2 kilômét bị ảnh hưởng của mặt đất nâng lên và hạ xuống, khô và ẩm, lạnh và ấm rất lớn, gọi là tầng ma sát (hoặc tầng biên giới khí quyển). Tầng ma sát trở lên bị ảnh hưởng tình hình của mặt đất khá ít, gọi là khí quyển tự do. Tồn tại một tầng quá độ ở giữa tầng đối lưu và tầng bình lưu - xếp đặt ở trên tầng đối lưu, gọi là đỉnh tầng đối lưu, chều dày khoảng chừng mấy trăm mét đến 2 kilômét. Bề ngang của nhiệt độ không khí sát gần đỉnh tầng đối lưu phát sinh đột biến tuỳ theo chiều cao lên cao biến hoá, hoặc nhiệt độ thấp xuống bề ngang thay đổi thành nhỏ tuỳ theo chiều cao tăng thêm, hoặc nhiệt độ bảo toàn không thay đổi tuỳ theo chiều cao tăng thêm, hoặc nhiệt độ có hơi cao thêm tuỳ theo chiều cao tăng thêm. Đối với chuyển động thẳng đứng có tác dụng ngăn chận rất mạnh.

### Đối lưu lớp phủ

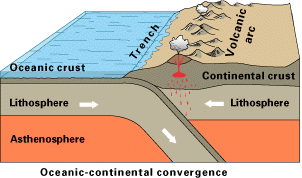
Tranh vẽ sơ bộ giản hoá hiện trạng đi sát bên vùng đất của phần lớn mạch núi Andes.

Đối lưu lớp phủ, hoặc gọi là đối lưu địa mạn, là chuyển động mềm nhũn thong thả của lớp che phủ nham thạch Trái Đất, gây ra bởi đối lưu mà đem nhiệt lượng từ bộ phận ở mặt trong Trái Đất đến mặt ngoài Trái Đất. Nó là một trong ba loại lực khiên dẫn mà dẫn đến mảng kiến tạo dời đi vòng quanh mặt ngoài Trái Đất.
Một thứ giả thuyết thuyết minh chuyển động vật chất của nội bộ Trái Đất và giải thích cơ chế chuyển động của vỏ Trái Đất và nham thạch quyển. Nó cho biết là ở trong lớp phủ tồn tại hoàn lưu đối lưu của vật chất. Ở trung tâm tăng thêm nhiệt của lớp phủ, vật chất biến thành nhẹ, thong thả lên cao hình thành dòng trào dâng, đến đỉnh của quyển chảy mềm chuyển thành bình lưu trái hướng, bình lưu gặp nhau với bình lưu khác trái hướng nhau sau khi cách nhau khoảng nhất định mà biến thành dòng xuống thấp, tiếp sau bình lưu quay lưng vào nhau ở nơi thấp đi đến phần đáy của dòng trào dâng, bổ sung dòng trào dâng, từ đó hình thành một thể đối lưu hình vòng ngọc. Chuyển động nằm ngang thong thả của mảng nham thạch quyển - bình lưu phần trên của thể đối lưu đang cõng trên lưng, coi là quy mô lớn. Ở nơi dòng trào dâng hình thành sống núi giữa đại dương, nơi dòng xuống thấp hình thành hút chìm và xô đụng lục địa. Năm 1928 nhà địa chất học Vương quốc Anh Arthur Holmes cho biết là nơi dòng trào dâng xé mở vỏ Trái Đất, hình thành đáy đại dương mới, nơi dòng xuống thấp của đối lưu ép đẩy vỏ Trái Đất hình thành mạch núi. Năm 1939 nhà vật lí địa cầu Hoa Kỳ David Tressel Griggs nêu ra, bởi vì nham thạch truyền dẫn nhiệt không tốt, việc tụ tập nhiệt phóng xạ dẫn tới đối lưu. Sau khi học thuyết Kiến tạo mảng sản sinh vào thời kì sau niên đại 60 thế kỉ XX, chuyển động đối lưu lớp phủ được biết rõ rộng khắp là lực khiên dẫn của chuyển động mảng.
Quyển chảy mềm ở dưới nham thạch quyển của Trái Đất có 10% của thể nung chảy. Lớp phủ chất rắn từ nham thạch quyển trở xuống vì nguyên do nhiệt độ cao và áp suất cao nên biểu hiện là tính mềm dai giống cùng một kiểu với chất lỏng dính đọng, lại còn có thể sản sinh lưu động. Trong lớp phủ do biến chất của đồng vị tố mang tính phóng xạ sản sinh nhiệt cho nên nhiệt độ tăng thêm, mật độ biến thành ít, vì vậy vật chất nhẹ chuyển động xoay lên trên và vật chất nặng chuyển động xoay xuống dưới, để làm lợi cho trạng thái ổn định của thế năng đạt đến thấp nhất, đây chính là đối lưu lớp phủ, vận tốc vô cùng chậm, dòng trào dâng của nó được kế tục không ngừng từ mấy chục triệu năm đến mấy trăm triệu năm.
Việc phát hiện tính dị hướng của vận tốc sóng địa chấn, và từ giả thuyết nêu ra rằng đối lưu lớp phủ đưa đến sự sắp đặt định hướng của tinh thể, đã chống giữ một cách mạnh mẽ thuyết đối lưu lớp phủ. Nhà vật lí địa cầu Hoa Kỳ William Jason Morgan đã đưa ra một thứ mô thức đối lưu lớp phủ hình dạng lông chim đơn trục. Thể đối lưu nâng lên từ phần đáy của lớp phủ với tốc độ mấy xăngtimét mỗi năm, thể đối lưu được hình thành lấy dòng trào dâng làm trung tâm trục và dòng xuống thấp hình dạng ống tròn ở bên ngoài. Khu vực vỏ Trái Đất mà dòng trào dâng đang hướng về chính là điểm nóng.

### Thời tiết mang tính đối lưu
mưa, tuyết rơi,...

## Mô hình toán học về đối lưu
Về mặt toán học, đối lưu có thể được mô tả bởi phương trình chuyển khối (phương trình khuếch tán - đối lưu).